# Mutchut
Mutchut, indijansko selo koje je pripadalo konfederaciji Powhatan, a nalazilo se 1608. godine na sjevernoj obali rijeke Mattapony, na području današnjeg okruga King and Queen u Virginiji.
Spominje ga Smith (1629) u Va. I, map, repr. 1819.